# Achilles
Achilles (gr. Ἀχιλλεύς, Achilleús; łac. Achilles) – w mitologii greckiej heros i bohater wojny trojańskiej (wódz Myrmidonów).

## Dane biograficzne
Achilles uchodził za syna Peleusa, króla jednego z miast w Tesalii, i nereidy Tetydy. Był wychowankiem mądrego centaura Chejrona i ojcem Neoptolemosa. Iliada i Odyseja Homera oraz Cypria charakteryzują go jako największego wojownika.
Pragnąc zapewnić mu nieśmiertelność, Tetyda po narodzeniu zanurzyła syna w wodach Styksu, by w ten sposób uodpornić na ciosy całe jego ciało; jedynym słabym miejscem pozostała pięta, za którą matka trzymała niemowlę. W związku z przepowiednią, wedle której bez Achillesa zwycięstwo nad Troją jest niemożliwe, Tetyda ukryła go wśród córek króla Likomedesa na Skiros ponieważ udział w wojnie Achilles miał przypłacić życiem. Miał go znaleźć i zabrać stamtąd Odyseusz, który w przebraniu kupca rozłożył przed królewnami pachnidła i kosztowności. Wobec jedynej obojętnej na nie królewny wydobył bogato zdobiony miecz, po który bez wahania sięgnął Achilles, zdradzając tym samym swą męską tożsamość.
W czasie podróży pod Troję Achilles zdobył ok. 40 miast, biorąc bogate łupy i branki.
Z dziejami herosa związana była przepowiednia, że miał żyć długo i szczęśliwie, lecz umrzeć zapomniany – albo też umrzeć młodo, zdobywając chwałę. W innej wersji miał zginąć, gdy tylko zabije Hektora. Bohater zdecydował się na to, by pomścić śmierć swojego kochanka Patroklosa, który zginął z ręki trojańskiego królewicza. Gdy Achilles obraził się na Agamemnona za odebranie mu branki Bryzeidy i Trojanie wdarli się już do obozu Achajów i zaczęli podpalać ich okręty, Patroklos poprosił Achillesa o pożyczenie jego zbroi. Ubrany w nią uderzył na czele Myrmidonów na Trojan, pobił ich i odpędził pod mury Troi. Tam jednak padł od ciosu Hektora, który zdarł z niego zbroję i poznał, że to nie Achilles. Na drugi dzień, ubrany w nową zbroję wykutą w nocy przez Hefajstosa Achilles pomścił jego śmierć zabijając Hektora.
Achilles zginął, zanim Troja została zdobyta, gdy w jedyne miejsce „śmiertelne” – tam, gdzie matka trzymała go za piętę, ugodziła go strzała wypuszczona z łuku przez Parysa, brata Hektora. Stąd wzięło się wyrażenie „pięta Achillesa” oraz nazwa ścięgno Achillesa.
Achilles ponownie odnalazł szczęście w Elizjum i poślubił Medeę - czarodziejkę, córkę Ajetesa, wnuczkę Heliosa, znaną jako morderczyni własnych dzieci (Mit o Jazonie).